# 栄喜堂
株式会社栄喜堂（えいきどう）は、製パン会社。JFLAホールディングスの100%子会社。
本項では、2022年2月28日まで事業を行っていた旧社（後の株式会社イーケイディー）に関しても記述する。

## 概要
製パン大手メーカーが加盟する社団法人日本パン工業会のメンバーであるが、売上高では下位グループに属する。主力商圏は関東。
子会社を通じてベーカリーのフランチャイズチェーンとして関東地方を中心に「ローゼンベック」を展開している。
2022年3月1日付で、同年1月20日に設立した株式会社栄喜堂（新社）が株式会社栄喜堂（旧社）の事業を会社分割により譲受したと同時に、新社はJFLAホールディングスの完全子会社となった。旧社は同日付で株式会社イーケイディーへ商号変更された。
イーケイディーは2023年12月11日に東京地方裁判所から特別清算開始決定を受けた。イーケイディーの負債総額は約20億円。

## 沿革

### 旧：栄喜堂→イーケイディー
- 1914年7月 - 新宿区歌舞伎町で栄喜堂として創業。
- 1953年2月 - 株式会社栄喜堂設立。
- 1970年12月 - ローゼンベック1号店を千葉県柏市柏駅前に出店。
- 1972年8月 - ローゼンベックのフランチャイズチェーン事業を開始。
- 1986年1月 - ローゼンベックインストアベーカリーの海外合弁会社を北京に進出。
- 2022年3月 - JFLAホールディングスが設立した株式会社栄喜堂（新社）へ事業を譲渡して事業停止。同時に株式会社栄喜堂（旧社）の商号を株式会社イーケイディーへ変更。
- 2023年12月 - 東京地方裁判所から特別清算開始決定を受ける。

### 新：栄喜堂
- 2022年
  - 1月 - JFLAホールディングスの完全子会社として設立。
  - 3月 - 栄喜堂の会社分割を実施。栄喜堂（新社）が栄喜堂（旧社、同日付でイーケイディーへ商号変更）の事業を譲受。

## 関連会社
- 有限会社ローゼンベック